# Darumapop

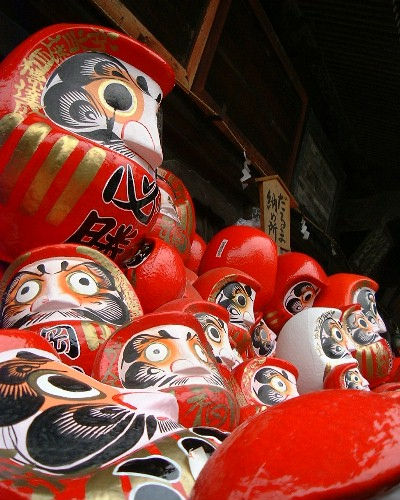
Darumapoppen

De Darumapop (Japans だるま) is een traditionele Japanse holle, ronde pop van papier-maché. Hij beeldt de boeddhistische monnik Bodhidharma uit. In Japan is het een populaire geluksbrenger. 

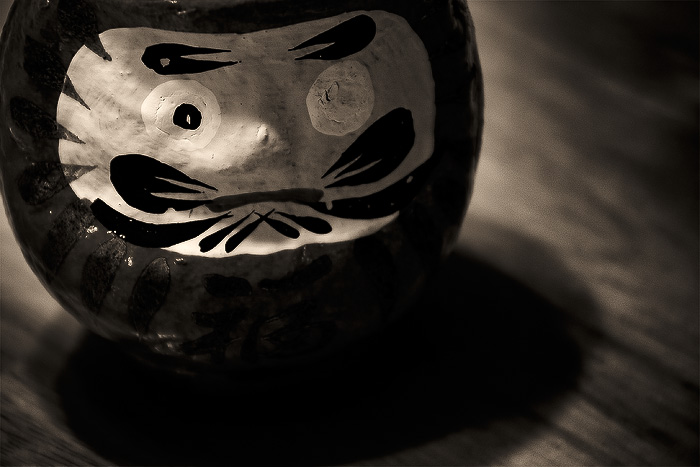
Een darumapop met een ingetekend oog.

Darumapoppen worden vaak verkocht bij tempels. De onderkant van de pop bevat een gewicht zodat de pop niet om kan vallen. Dit staat symbool voor veerkracht en doorzettingsvermogen. Darumapoppen zijn meestal rood met een baard en snor, vaak zijn de ogen nog niet ingekleurd. Een oog wordt ingetekend bij het doen van een wens. Is de wens in vervulling gegaan dan wordt het andere oog ook ingetekend.

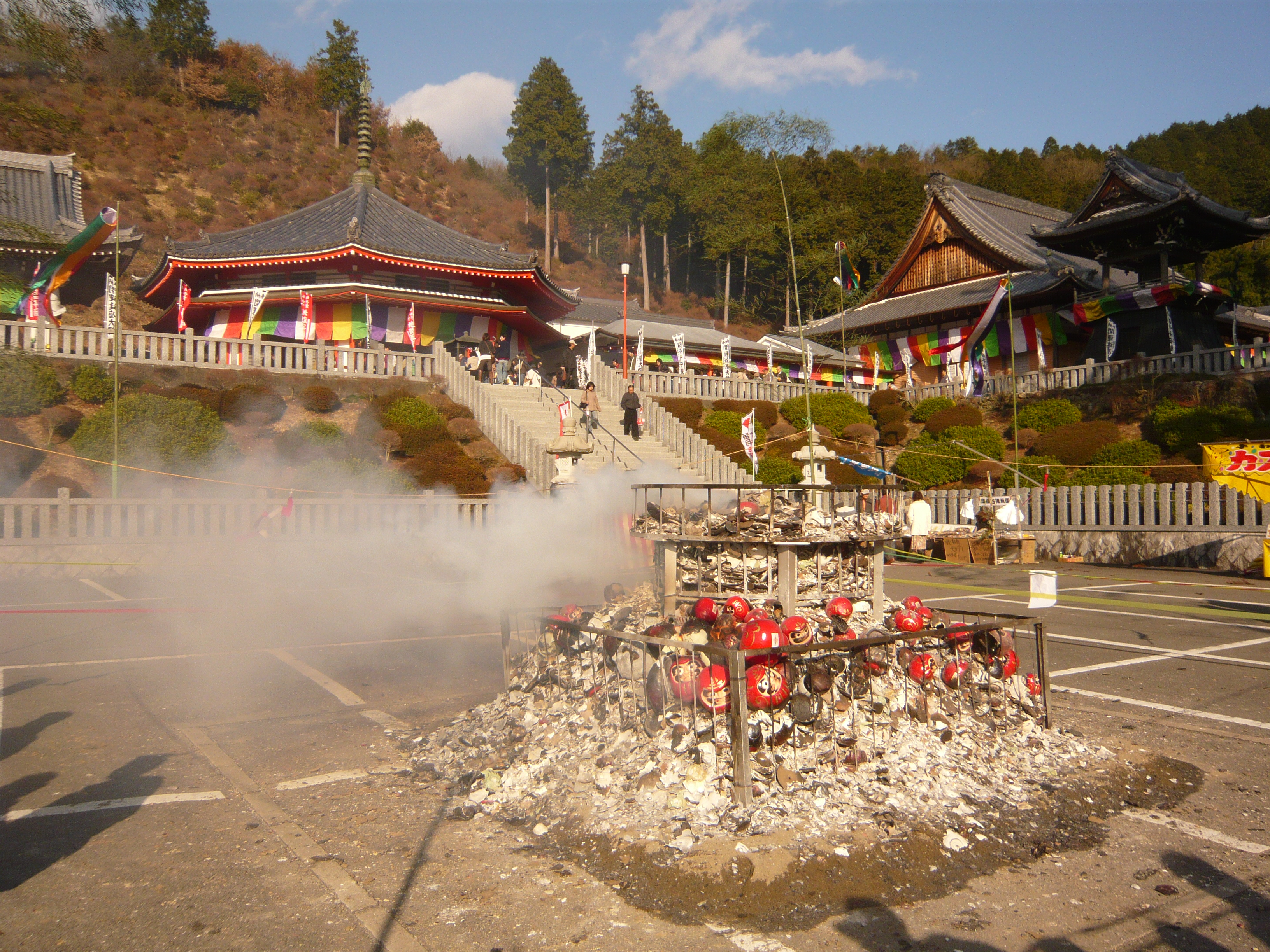
Verbranding van darumapoppen

Aan het einde van het jaar worden de darumapoppen teruggebracht naar de tempel voor een traditionele verbrandingsceremonie. Deze ceremonie heet de Daruma Kuyo (だるま 供養).
De stad Takasaki wordt beschouwd als de geboorteplaats van de darumapop. Takasaki produceert 80% van de Japanse darumapoppen. Er is een jaarlijks darumapopfestival.